# Kandyse McClure
Kandyse McClure (Durban, 22 de março de 1980) é uma atriz canadense nascida na África do Sul, mais conhecida por interpretar Anastasia Dualla na série de TV Battlestar Galactica da Sci Fi Channel.

## Biografia
Nascida em Durban, África do Sul, a partir de 2005 McClure reside em Vancouver, Colúmbia Britânica.

## Carreira
McClure se tornou uma jovem estrela popular depois de trabalhar na série canadense Higher Ground (juntamente com Jewel Staite, Hayden Christensen), bem como na série Just Deal da NBC. Ela teve um papel de liderança com a sua primeira audição, atuando ao lado de Lou Diamond Phillips em 1999 no telefilme In a Class of His Own. Ela interpretou a personagem recorrente de Elizabeth Munroe na série Jeremiah da Showtime.
De 2003 a 2009 ela interpretou Anastasia "Dee" Dualla na série Battlestar Galactica da Sci Fi Channel. caráter McClure, um suboficial Segunda Classe da Frota Colonial, não foi caracterizado , por si só na série original de 1978, mas foi inicialmente um análogo da Sarah Rushé personagem da série original, o voo Corporal Rigel. McClure foi um membro do elenco regular até janeiro de 2009.
Ela já terminou de filmar no cinema Broken Kingdom e Cole, bem como uma adaptação de TV de Children of the Corn de Stephen King, que foi lançado em 2009.

## Aparições notáveis na televisão
- Whistler
- Smallville
- Da Vinci's Inquest
- Andromeda
- Jake 2.0
- The Twilight Zone
- Dark Angel
- Mysterious Ways
- The Outer Limits
- Reaper
- Sanctuary
- Hemlock Grove
- V Wars
- Love Guaranteed
- The Flash

## Prêmios e indicações
- Leo Awards, indicada como Melhor Atriz Coadjuvantede, 2002, Carrie
- Peabody Awards, Peabody Award de Excelência em Televisão, 2005, Battlestar Galactica